# أنطوان درولت
أنطوان درولت هو سياسي كندي، ولد في مارس 1940 في كيبك في كندا. نشط حزبياً في Ralliement créditiste du Québec ‏. وقد انتخب عضو الجمعية الوطنية في كيبك ‏.